# Blagny-sur-Vingeanne
Blagny-sur-Vingeanne ist eine französische Gemeinde mit 125 Einwohnern (Stand 1. Januar 2022) im Département Côte-d’Or in der Region Bourgogne-Franche-Comté. Sie gehört zum Arrondissement Dijon und zum Kanton Saint-Apollinaire.

## Geographie
Der Fluss Bèze fließt östlich von Blagny-sur-Vingeanne. Umgeben wird Blagny-sur-Vingeanne von den Gemeinden Beaumont-sur-Vingeanne im Norden, von Champagne-sur-Vingeanne im Osten, von Oisilly im Süden und von Noiron-sur-Bèze im Westen.

## Siehe auch

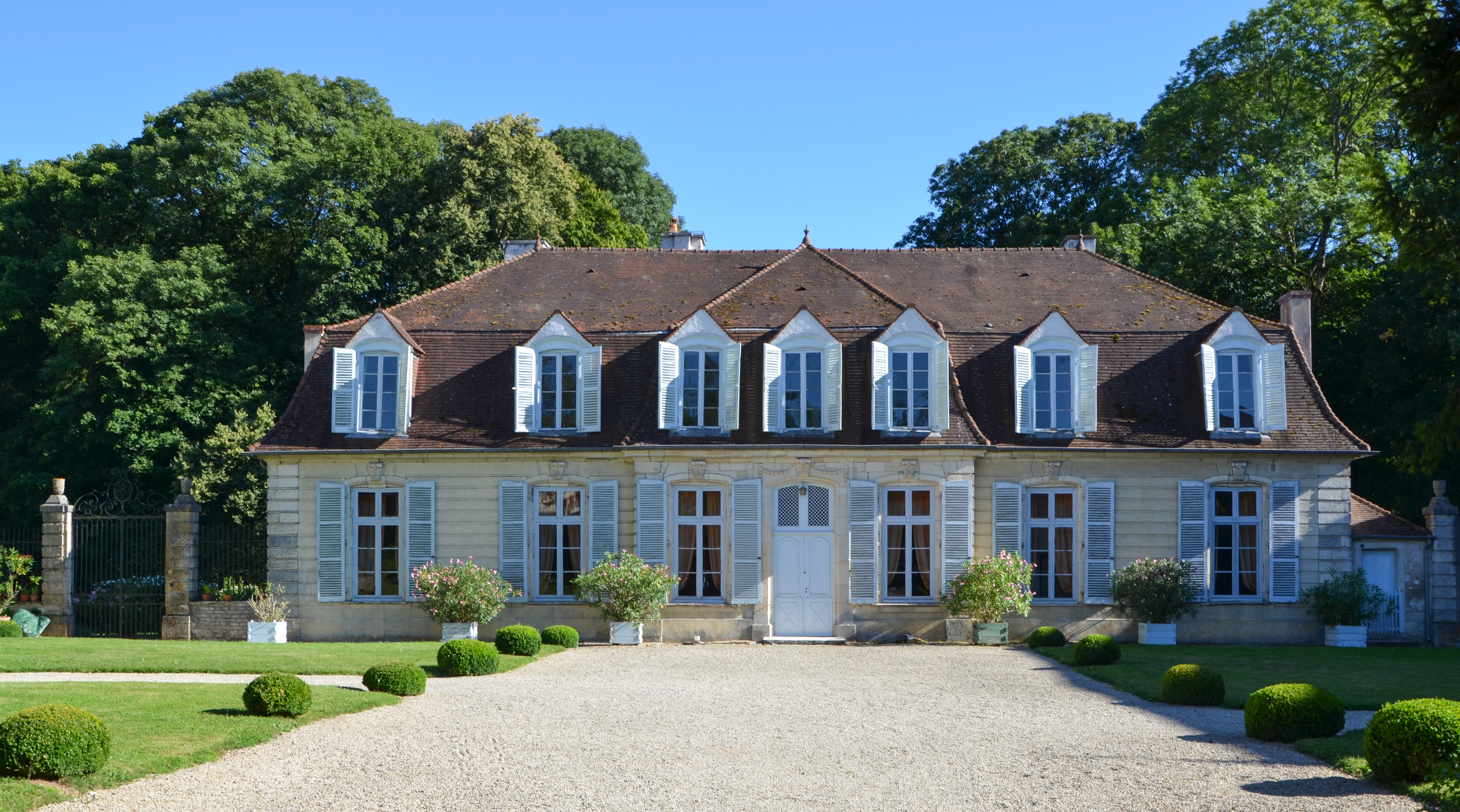
Château de Blagny, Monument historique

## Bevölkerungsentwicklung
| Jahr                       | 1962 | 1968 | 1975 | 1982 | 1990 | 1999 | 2008 | 2012 | 2019 |
| Einwohner                  | 111  | 133  | 117  | 119  | 122  | 109  | 126  | 149  | 130  |
| Quellen: Cassini und INSEE |      |      |      |      |      |      |      |      |      |